# ناحیه شیوخ تحتانی
ناحیه شیوخ تحتانی (به عربی: ناحیة شیوخ تحتانی) یک ناحیه در سوریه است که در منطقه عین العرب واقع شده‌است. ناحیه شیوخ تحتانی ۴۳٬۸۶۱ نفر جمعیت دارد.